# Список позначень військової авіації США
Протягом своєї історії США використовували кілька різних систем позначення для військової авіації (включно з БПЛА) та ракетного озброєння (див. Список позначень ракетного озброєння США). Першу з них було розроблено 1911 року для морської авіації флоту. Протягом тривалого часу авіація та ракети мали різні назви в Повітряних силах, Флоті та Армії США, допоки у 1962 та 1963 позначення не було об'єднано в одну спільну систему для літальних апаратів та ракет відповідно, яка використовується досі.

## До 1962 (Флот)
Нижче наведено системи позначень, що використовувались у Флоті США, Корпусі морської піхоти США та Береговій охороні США.

### 1911—1914
Перша система була створена Флотом США 1911 року для літальних апаратів, важчих за повітря. Позначення містило один алфавітний буквений індекс для виробника та числовий індекс моделі:
- A — Curtiss Aeroplane, наземний літак або гідроплан
- B — Wright Company, наземний літак або гідроплан
- C — Curtiss Aeroplane, летючий човен
- D — Burgess and Curtis, наземний літак або гідроплан
- E — Curtiss Aeroplane, літак-амфібія

### 1914—1917
У березні 1914 Флот США запровадив нову систему, подібну до системи позначень для кораблів. Літаки, що перебували на службі під час прийняття нової системи, отримали нове позначення.
Позначення містило один алфавітний буквений індекс для типу літального апарата, індекс типу для літаків та числовий індекс моделі:
- A — важчий за повітря
  - AH — аероплан, гідроплан (напр. AH-19)
  - AB — летючий човен
  - AX — літак-амфібія

- B — вільний аеростат[3]
- C — дирижабль
- D — змійковий аеростат[4]

Ця система була закинута 1917 та не отримала заміни до 1922 року. Під час цього періоду флот використовував заводські найменування. Втім, деякі літаки отримували індекси в цій системі й після цього — ймовірно, неофіційно.

### 1922—1962
29 березня 1922 року разом із реорганізацією Бюро аеронавтики було запроваджено нову систему позначень для авіації. Позначення містили такі індекси:
(призначення)(номер моделі)(виробник)-(підтип)(модифікація)
Наприклад, позначення F4U-1A означало, що мається на увазі винищувач (F) четвертої моделі (4) виробництва Chance Vought (U), перший основний підтип (1), певна модифікація (A).
Прототипи літаків отримали префікси X, передсерійні — Y, а дирижаблі — Z.
Після Другої світової флот та ВПС погодились стандартизувати назви деяких тренувальних літаків. Зокрема, T-28 Trojan та T-34 Mentor використовувались у флоті під цими назвами системи повітряних сил.

## До 1962 (Армія та ВПС)
Нижче наведено системи позначень, що використовувались в Авіаційній службі Армії США (існувала протягом 1918—1926), Повітряному корпусі Армії США (1926—1942), Повітряних силах Армії США (1941—1947), Повітряних силах США та Армії США.

### 1919—1924
Впродовж цього періоду Авіаційна служба Армії США використовувала систему позначень, що складалась із двох або трьох символів. Наприклад, PW (англ. Pursuit, Water-cooled) — винищувач з двигуном з водяним охолодженням, GA (англ. Ground Attack) — ударний літак.

### 1924—1962
З 1924 до 1947 повітряні формування Армії США використовували систему позначень, що мала такий вигляд:
(спеціальний префікс)(основне призначення)-(номер моделі)(серія)
Наприклад, позначення P-47A означало, що мається на увазі 47-й за порядком із 1925 року винищувач (англ. P — pursuit) серії/модифікації A. 1947 року, разом із відокремленням Повітряних сил в окремий вид військ, деякі категорії призначення було прибрано, деякі перейменовано — наприклад, позначення для винищувачів P (англ. pursuit) було замінено на F (англ. fighter).
Ця система з рядом модифікацій лягла в основу спільної системи для всіх родів військ, створену 1962 року.

### 1956—1962 (Армія)
З 1956 до 1962 Армія США використовувала власну спрощену систему позначень для власної авіації.

## Після 1962
1962 та 1963 року було прийнято нові системи позначень для військової авіації та ракетного озброєння відповідно, також відомі як 1962 US Tri-Service aircraft designation system та 1963 United States Tri-Service rocket and guided missile designation system («система позначень зразка 1962/1963 для військової авіації/некерованих та керованих ракет»). Ці системи поклали спільні позначення для авіації та ракет (включно з наземними) для ВПС, ВМС, КМП та Армії США. Після того рядом документів ці системи було дещо модернізовано та додано системи позначень для БПЛА та деяких інших видів техніки. Вони є чинними на цей день.
Значна кількість техніки отримала нові індекси в новій системі: так, F4H Phantom (позначення в ВМС)/F-110 Spectre (в ВПС) став F-4 Phantom II.

## Інші системи
- X-літаки — система позначень експериментальної авіаційної техніки США.